# Бржетислав II
Бржетислав II (на чешки: Břetislav II.; † 22 декември 1100) е чешки княз от рода на Пршемисловците, управлявал Чехия от 1092 г. до смъртта си.

## Биография
Бржетислав II е син на чешкия крал Вратислав II и на унгарската принцеса Аделаида Арпад. Възкачва се на престола след смъртта на чичо си Конрад I. Остава в историята с религиозния си фанатизъм и решителните действия срещу езичеството в Чехия. В стремежа си да наложи западния обред Бржетислав II предприема решителни действия срещу славянското богослужение, като преследва част от църковния клир, служещ на славянски език.
Бржетислав II се опитва да промени системата на избиране на чешките владетели, като налага разновидност на майората, според която най-възрастният княз от управляващата династия управлява като суверен Бохемия, а неговите наследници – Моравия. По този начин Бржетислав II издейства от германския император титлата княз на Бърно за по-малкия си брат Борживой II, превръщайки го в свой наследник и отстранявайки от линията на унаследяване синовете на Конрад I.
Бржетислав II е убит по време на лов на 22 декември 1100 г. Според някои сведения убийците му били пратени от представители на рода Вршовци – съперници на Пршемисловци.